# مايك برادبري
مايك برادبري (بالإنجليزية: Mike Bradbury)‏ هو مدرب كرة سلة أمريكي، ولد في 1969 في بيكنيل في الولايات المتحدة.